# Mont-Saint-Aubert (helling)
Mont-Saint-Aubert is een heuvel in de Belgische provincie Henegouwen, met op de top de gelijknamige plaats Mont-Saint-Aubert. De heuvel wordt ook Mont de la Trinité genoemd, omwille van de bedevaarten die er sinds de 14de eeuw naartoe gehouden worden.
Op de flank van de heuvel ligt er een betonnen bobsleebaan.
Vlak bij de top ligt tevens de top van de Côte de la Croix Jubaru.

## Wielrennen
De helling is een scherprechter in de Eurométropole Tour.
De helling wordt ook beklommen in diverse routes voor wielertoeristen. Ook zit ze in de bewegwijzerde Route des Collines voor recreatieve fietsers.